# Masaba (émir)
Pour les articles homonymes, voir Masaba.
Muhammadu Masaba dan Dendo, né vers 1790 et mort en 1873, est un homme d’État nupe. Il est émir du royaume nupe (en) de 1859 à 1873. Durant son règne, il participe à la diffusion de l’islam dans le nord du Nigéria actuel et encourage la pénétration commerciale britannique sur le fleuve Niger.

## Biographie

### Origines familiales et premier règne
Muhammadu Masaba est le dernier fils de Muhammadu Dendo dit Manko (en), un peul de la région de Gwandu envoyé par le sultan de Sokoto Ousman Dan Fodio en 1817 pour mener le jihad et diffuser l’islam dans le royaume Nupe. Sa mère est une Nupe, que Manko a rencontrée en arrivant dans la région. En compagnie d’autres lettrés musulmans, Manko parvient à convertir une partie importante de la population du royaume et à déstabiliser la famille régnante. Après sa mort en 1833, ses fils prennent la relève et Usman Zaki (en), le cadet, accède au pouvoir en 1835.
Rapidement, Masaba, le benjamin de la fratrie, conteste la légitimité de son frère et revendique le trône au nom de ses origines maternelle. Il s’allie à certains chefs influents du royaume défaits par Usman Zaki comme Tsado de Zugguma ou Idirisu d’Egga, et il finit même par être soutenu par l’émir de Gwandu. Il soumet également plusieurs peuples, notamment en 1839,les Oki autour de la confluence du Niger et de la Bénoué, et il les fait ensuite combattre à son service. Depuis sa capitale de Lade, il mène deux révoltes contre son frère, dont la seconde est victorieuse et lui permet d’accéder au trône et de forcer Usman Zaki à l’exil en 1841.
Durant son règne, Masaba étend considérablement le territoire nupe en conquérant notamment les peuples Kamuku (en) au nord, Gbagyi à l’est et Kakanda (en) au sud. Sa capitale est transférée de Lade à Rabba pour mieux contrôler les populations au sud.

### Guerre civile nupe
En 1847, Umar Behaushe, un général de l’armée de Masaba, se rebelle contre ce dernier et parvient à le chasser de sa capitale Rabba. Il prend alors le contrôle du royaume nupe. Cet événement marque le début d’une guerre civile qui dure jusqu’en 1856. Pour reprendre le pouvoir, Masaba et son armée conquièrent plusieurs villes au sud du fleuve Niger et s’assurent le soutien des Eki-Bunus, des Kakandas et des Oworos (en), ainsi que d’une partie des Igbominas (en), des Igbiras et des Bassas.

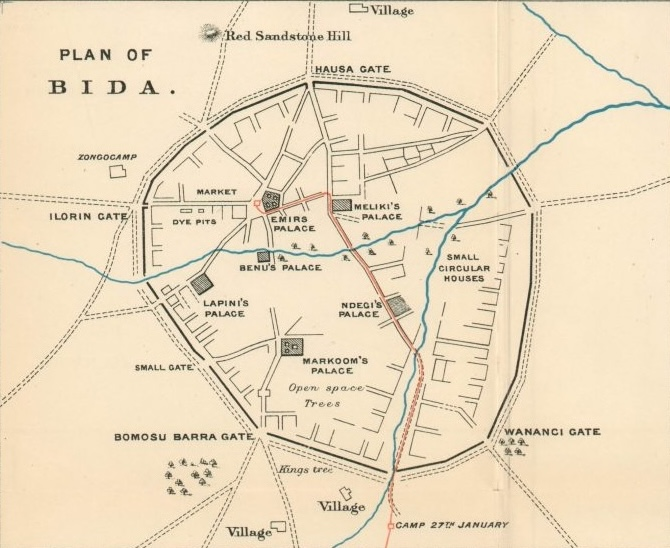
Plan de Bida en 1897

Masaba rappelle également son frère Usman Zaki de son exil forcé et il conclut avec lui une alliance pour reprendre le royaume aux mains de l’usurpateur Umar Bahaushe. Cette alliance leur permet d’assiéger Bida, la capitale choisie par Umar Bahaushe, pendant trois mois en 1856. Masaba et Usman Zaki finissent par l’emporter et mettent à mort l’usurpateur.
La guerre civile prend fin. Usman Zaki monte à nouveau sur le trône du royaume nupe dès 1856 et prend les titres d’Etsu Nupe (en) et d’émir de Bida. Il reste au pouvoir jusqu’à sa mort en 1859. Bida devient la nouvelle capitale et le centre névralgique du royaume. Masaba est, quant à lui, désigné comme héritier de son frère.

### Second règne
À la mort de son frère en 1859, Masaba monte sur le trône. Chef politique et religieux, il prend comme son frère les titres d’émir de Bida et d’Etsu Nupe. Son règne est marqué par plusieurs conflits avec les chefs traditionnels de la région. Il fait face notamment aux rébellions des Gbedegi de Mokasa et des Kyedye. Il étend également le royaume nupe au sud et à l’est en conquérant des territoires auparavant sous le contrôle de chefs etsakọs, kakandas, bassas, gbagyis et peuls d'Agaie (en). 

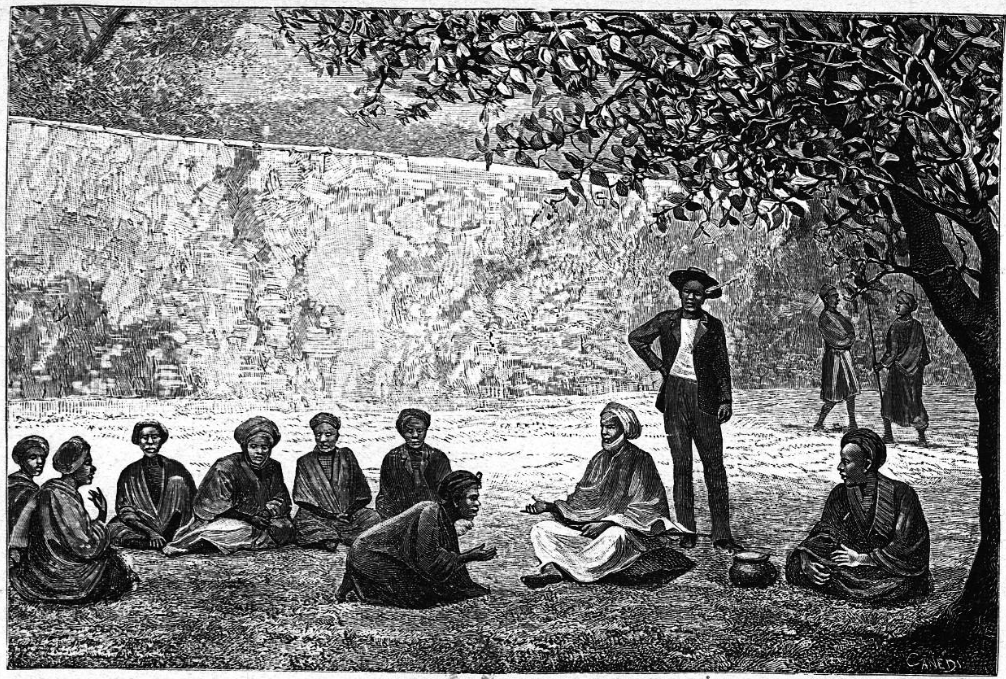
Prince rendant justice à Bida

Cette conquête ne se fait pas sans revers. En 1865, à Gbebe, Abaje entre en rébellion contre son frère Akaia qui règne sur la ville. Une guerre civile commence, et chacune des parties est soutenue par des grandes puissances de la région : Abaje fait allégeance à Masaba, et Akaia obtient pour sa part le soutien des ennemis de Masaba, les chefs traditionnels de la région, parmi lesquels se trouve l’Atta d’Igala. Akaia finit par l’emporter et contraint son frère à l’exil en février 1865, ce qui constitue un revers important pour Masaba.
Au-delà de ses conquêtes militaires, le second règne de Masaba est également marqué par d’importantes réformes et des restructurations à l’intérieur du royaume nupe. La capitale du royaume, Bida, est agrandie de manière conséquente. Rapidement, elle se transforme d’un simple camp militaire en une ville majestueuse, équivalente aux autres capitales des grands royaumes alentour. Masaba fait également former de nombreux malams, des savants qui prêchent l’islam, et il les envoie partout dans son royaume et alentour pour propager la religion musulmane.
Masaba est fortement aidé dans son administration par sa sœur, Gogo Habiba (en), dont il est très proche depuis l'enfance. Il lui confère le titre de Sagi, un ancien titre de noblesse qui n'avait plus été attribué depuis longtemps et qui fait d'elle la souveraine des femmes du royaume nupe. Gogo Habiba aurait eu une forte influence sur son frère, ce qui était fortement critiqué par ses autres conseillers.

### Relations avec les Britanniques
La période durant laquelle Masaba est au pouvoir à Bida correspond aux débuts de la pénétration commerciale, militaire et religieuse britannique dans la région. Le docteur William B. Baikie mène ainsi une expédition sur le fleuve Niger et la rivière Bénoué à partir de 1857 et il demande à Masaba la permission de s’installer à Rabba avec son équipage en 1859. L’émir accepte dans un premier temps, mais il se rétracte finalement et il enjoint Baikie de redescendre plus au sud sur le fleuve Niger. Il lui concède un petit territoire à la confluence du fleuve et de la rivière Bénoué, du nom de Lokoja. Avec la station jumelle de Gbebe, de l’autre côté du fleuve, il s’agit de la première installation permanente de missionnaires, de marchands et d’officiels britanniques aussi loin dans l’arrière-pays nigérian.

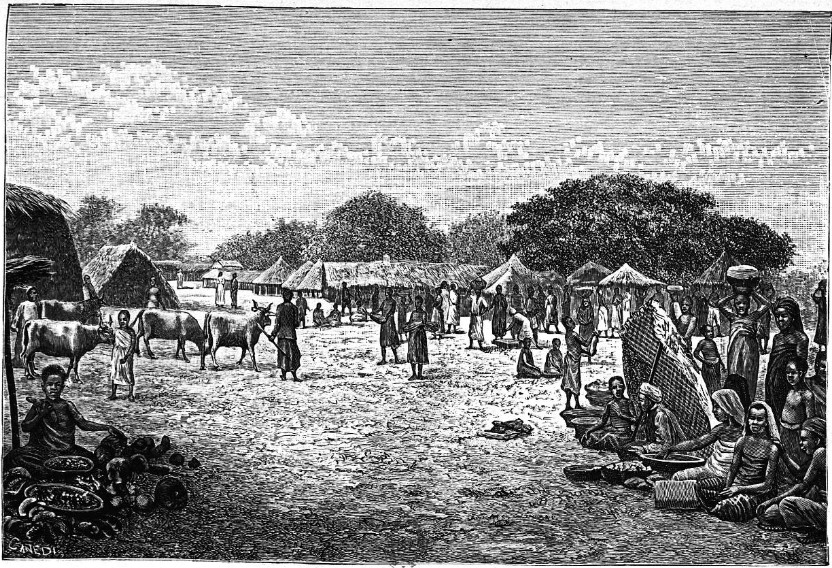
Marché à Bida

Masaba cherche à plusieurs reprises, durant son règne, à maintenir et même à renforcer ses liens avec les Britanniques présents dans la région. De tels rapports lui permettent en effet de renforcer son autorité, puisqu’ils lui ouvrent l’accès aux marchandises britanniques qui sont vendues dans la région, notamment les armes à feu qui lui donnent un avantage conséquent sur ses ennemis. C’est pourquoi Masaba mène une politique très favorable au libre marché, et tente d’éloigner tous les obstacles, dont ses propres soldats, qui pourraient entraver la progression des marchands britanniques sur le Niger.
Cette collaboration intéressée avec les Britanniques a également des conséquences sur le plan religieux. Les missionnaires anglicans profitent en effet de cette collaboration pour nouer des liens avec l’émir et s’attirer ses bonnes faveurs, dans le but de pouvoir diffuser le christianisme dans les villes et les villages de son royaume. Ils obtiennent sa protection, notamment à Lokoja grâce à un décret du roi en 1870 qui leur garantit qu’ils ne seront pas inquiétés par les soldats musulmans.
Cette alliance entre Masaba et les Britanniques permet de renforcer l’autorité du premier sur les peuples de son royaume, mais elle ouvre aussi la porte à une présence britannique accrue sur le territoire, qui finira par annexer l’émirat nupe à la fin du XIXe  siècle. De plus, cette influence britannique est critiquée à la cour de Bida, et écorne l'image de Masaba. Sa sœur, Gogo Habiba, s'éloigne de lui au point de fomenter une rébellion en 1867 en compagnie d'Etsu Baba et de l'ancienne dynastie nupe, mais cette rébellion est découverte et Masaba force sa sœur à se suicider en punition de son acte.

### Fin de règne et mort

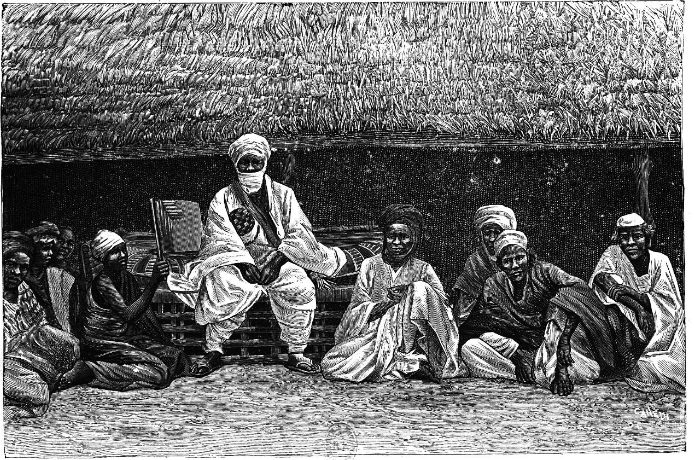
Gravure de Malaki dan Usman Zaki et ses ministres

Masaba décède en 1873. Son neveu, Umaru Majigi (en), lui succède sur le trône et règne jusqu’en 1884, et son autre neveu Malaki (fils d'Usman Zaki) règne à son tour jusqu'en 1895. Masaba laisse derrière lui plusieurs enfants, dont l’aîné, Abu Bakr dan Masaba, qui règne lui-même sur le royaume nupe de 1895 à 1901. Sa politique de rapprochement avec les missionnaires et les marchands britanniques est poursuivie par ses successeurs, et les compagnies commerciales britanniques deviennent rapidement hégémoniques sur le territoire. En parallèle, l’islam est également de plus en plus imprégné au sein de la population.